# Uhna
Uhna ali Unaš  (hetitsko mU-uḫ-na-aš) je bil kralj starodavne anatolske mestne države Zalpuva, ki je vladal v 17. stoletju pr. n. št. in osvojil hetitsko mesto Neša (Kaneš, Kültepe). 
Po Besedilu kralja Anite (KBo 3.22) je iz Neše v Zalpuvo odpeljal kip boga Siusuma. Hoffner in  Melchert menita, da Siusum ni osebno ime boga, ampak preprosto pomeni "naše božanstvo". Nekaj let kasneje je kralj Anita kip vrnil v Nešo.

## Sklic
1. ↑  Grammar of the Hittite Language. Eisenbrauns, 2008. str. 138, op. 9